# Anne-Sophie Subilia
Anne-Sophie Subilia, née le 29 août 1982 à Lausanne, est une enseignante, écrivaine et poétesse suisse.

## Biographie
Anne-Sophie Subilia nait le 29 août 1982 à Lausanne. Son père est un avocat suisse et sa mère une psychologue belge. Elle a deux frères, qui ont respectivement cinq et sept ans de plus qu'elle. Elle grandit à Etoy.
Elle étudie la littérature française et l’histoire à l’Université de Genève où elle obtient une maîtrise en littérature française et histoire, ainsi qu’un diplôme d’enseignante de français langue étrangère,,. Elle occupe ensuite un emploi de journaliste à Berlin et à Strasbourg.
Entre 2009 et 2011, elle vit à Montréal où elle obtient un diplôme en gestion d’organismes culturels et devient responsable adjointe d’un festival de films dédié à des enjeux socio-économiques. Elle y devient notamment membre du collectif de géopoétique « La Traversée ». Elle y développe son appétence pour l'écriture et le voyage.
En rentrant en Suisse, elle publie son premier roman, Jours d'agrumes, aux éditions de l'Aire, pour lequel elle reçoit le prix de la première œuvre littéraire francophone. Jours d’agrumes raconte l'histoire d'une jeune femme qui décide d'abandonner ses études de médecine pour s’installer à Montréal. Tout comme l'écrivaine, le personnage découvre qui elle est en devenant vendeuse au marché Jean-Talon,.
Parallèlement à ses activités d'écriture, elle occupe un poste à mi-temps de professeur de français et de langues étrangères au sein de la fondation Jeunesse et économie qui œuvre pour promouvoir des contenus éducatifs dans les écoles.
À partir de 2013, elle réalise un master en Contemporary Arts Practice au sein de la Haute École des arts de Berne durant lequel elle approfondit notamment ses recherches sur la pratique du carnet, qu'elle utilise désormais quotidiennement, et bénéficie du mentorat des écrivains Philippe Rahmy, Noëlle Revaz et Marie-Jeanne Urech,. Elle est parallèlement membre du collectif AJAR, une association de jeunes auteurs romands avec lesquels elle participe à des projets d'écriture collective et des lectures,.
En 2016, elle publie deux livres : Parti voir les bêtes qui raconte l'histoire d’un homme décidant de retourner dans le village de son enfance, trop artificialisé et bétonné, et Qui-vive, inspiré d’un fait divers : la congélation de deux bébés par une française à Séoul.
En 2018, elle publie un premier recueil de poèmes, Les Hôtes, né de son observation des visiteurs et baigneurs du Lac Léman,.
En 2020 est publié Neiges intérieures, un roman relatant la vie en huis clos sur un bateau et inspiré de son voyage au Groenland dans le cadre d'une résidence d’écriture à bord d’un voilier,. Elle le rédige lors d'un séjour de deux mois en résidence littéraire à Foncine-le-Haut.
En 2021, elle publie abrase, un recueil poétique né d'un voyage réalisé au Portugal avec son amie d'enfance, la journaliste Isabelle Cornaz,.
En 2023, elle reçoit le Prix suisse de Littérature pour L'Épouse. Le roman, publié en 2022, est en lice cette année-là pour le prix Femina et le prix Médicis. Il raconte la vie à Gaza, en 1974, juste après la victoire d'Israël lors de la guerre du Kippour, de Vivian, délégué suisse du Comité international de la Croix-Rouge, et de sa femme, Piper, d'origine anglaise. L'autrice s'inspirera des souvenirs de ses parents, son père, accompagné de sa mère, ayant été lui-même délégué suisse à cette époque à Gaza.
Anne-Sophie Subilia vit et travaille à Lausanne.

## Œuvres
- Jours d'agrumes, Vevey, L'Aire, 2013, Prix ADELF-AMOPA 2014  (ISBN 9782940478965)
- Parti voir les bêtes, Carouge-Genève, Zoé, 2016,  (ISBN 9782889273201)
- Qui-vive, Lausanne, Paulette, 2016,  (ISBN 9782940575008)
- Les Hôtes, Lausanne, Paulette, 2018,  (ISBN 9782940575183)
- Neiges intérieures, Chêne-Bourg, Zoé, 2020,  (ISBN 9782889277445)
- abrase, Chavannes-près-Renens, Empreintes, 2021,  (ISBN 9782940505425)
- L'Épouse, Chêne-Bourg, Zoé, 2022,  (ISBN 9782889070251), Prix suisse de Littérature 2023